# 里德豪森
里德豪森是德国巴登-符腾堡州的一个市镇。总面积8.42平方公里，总人口639人，其中男性316人，女性323人（2011年12月31日），人口密度76人/平方公里。